# Саїд-Ахмад II
Саїд-Ахмад II (д/н — 1504) — хан Великої Орди в 1481, 1485—1491 роках.

## Життєпис
Син Ахмата, хана Великої Орди, та Бадке-бікім (доньки Мансура Мірзи, онука Омар-шейха I). 1481/1482 року після смерті батька разом зі зведений братом Шейх-Ахмадом оголошений ханом. Втім через молодість не мав значного впливу. Зрештою був вигнаний у степ разом з іншим зведеним братом Муртазою. Тут їх знайшов беклярбек Тимур-бій, з яким перебрався до Кримського ханства, де хан Менґлі I Ґерай прийняв втікачів, але ставився до них як до почесних бранців, ніж до гостей або союзників.
У 1485 році Саїд-Ахмаду II разом з Тимур-беєм вдалося втекти з Криму. Невдовзі знову оголошений ханом, що вимушен був визнати Шейх-Ахмад, що в цей час боровся проти тюменського хана Ібака. 1485/1486 року Саїд-Ахмад II і Тимур-бій раптово напали на Менґлі I Ґерая, коли він розпустив основне військо. Їм удалося звільнити Муртазу, але облога столиці Кирк-Єра, яку обороняв кримський хан результату не дала. Брати сплюндрували Ескі-Кирим і намагалися захопити Кафу, де перебувала османська залога (в цьому вони продовжили політику батька). Не досягнувши особливих успіхів, під час відступу з Криму вони були атаковані Менґлі I Ґераєм, який уже встиг зібрати військо, відбивши в Саїд-Ахмада II і Муртази-хана усіх бранців.
Невдовзі Муртаза оголосив себе ханом, який більше зосередився на боротьбі з Кримським ханством. В свою чергу Саїд-Ахмад II став зближуватися із Шейх-Ахмадом. У 1490 році вони спільно з астраханським ханом Абдул-Керімом спробували захопити Крим. Союзники сплюндрували північні землі ханства, після чого відступили до пониззя Дніпра. В свою чергу Менґлі I Ґерай зібрав нові сили, отримав 2 тис. яничар від османського султана Баязида II, а кримський союзник — великий князь Московський Іван III — відправив проти Великої Орди військо під командуванням казанського хана Мухаммед-Аміна та касимовського хана Сатилгана. Це змусило Саїд-Ахмада II з союзниками відступити до Волги.
1491 року на деякий час Абдул-Керім став співволодарем братів. Втім конфлікт того з ногайцям змусив відступити до Хаджи-Тархану. Того ж року Сарай-Берке захопив Менґлі I Ґерай, що оголосив себе ханом Великої Орди. Але він не зміг утриматися тут. 1493 року ногайцями було повалено Шейх-Азмада. Проте Саїд-Ахмад II за підтримки ногайського бія Хаджике зумів зберегти статус хана. Втім він невдовзі втратив контроль над Сарай-Берке, де отаборився Мехмед Ґерай. 1594 року до влади повернувся Шейх-Ахмад.
З цього часу Саїд-Ахмад II лише номінально був ханом Великої Орди. На початку 1501 року прибув до Шейх-Ахмада з метою походу на Крим. Але тут родичі погиркалися, й Саїд-Ахмад II повернувся до Сарай-Берке. Ймовірно не зміг завадити нападу у 1502 році кримських військ на Сарай-Берке, який було сплюндровано. Після цього попросив притулку в Великому князівстві Московському. Згодом кочував біля Волги. Загинув у 1504 році під час сутички з військом Менґлі I Ґерая, коли той знову рушив на Нижнє Надволжя.